# 双花金丝桃
双花金丝桃（学名：Hypericum geminiflorum）为藤黄科金丝桃属下的一个种。

## 扩展阅读
維基物種上的相關：双花金丝桃